# A vádlottak
A vádlottak (eredeti cím: The Accused) 1988-ban bemutatott amerikai jogi témájú filmdráma Jonathan Kaplan rendezésében. A forgatókönyvet Tom Topor írta, részben egy megtörtént bűncselekmény, az 1983-ban csoportos nemi erőszak áldozatául esett Cheryl Araujo története alapján. A főbb szerepekben Jodie Foster és Kelly McGillis látható.
Az Amerikai Egyesült Államokban 1988. október 14-én mutatták be, korlátozott számú moziban. A következő évben a 39. Berlini Nemzetközi Filmfesztiválon az Arany Medve-díjra pályázó versenyműként vetítették le. A bemutatásakor a nemi erőszak nyílt ábrázolása miatt nagy vihart kavart film túlnyomórészt pozitív kritikákat kapott. Foster - egyéb díjak és jelölések mellett - elnyerte a legjobb női főszereplőnek járó Oscar- és Golden Globe-díjat.

## Cselekmény
1987. április 18-án Sarah Tobias pincérnőt három férfi brutálisan megerőszakolja egy bárban, miközben az ott tartózkodó többi vendég éljenezve nézi azt. Az ügyet Katheryn Murphy kerületi ügyésznő kapja meg, a film a bírósági tárgyalás menetét mutatja be.

## Szereplők
| Szerep                  | Színész              | Magyar hang      |
| ----------------------- | -------------------- | ---------------- |
| Sarah Tobias            | Jodie Foster         | Hegyi Barbara    |
| Katheryn Murphy         | Kelly McGillis       | Kovács Nóra      |
| Kenneth Joyce           | Bernie Coulson       | Kautzky Armand   |
| Cliff 'Skorpió' Albrect | Leo Rossi            | Sörös Sándor     |
| Sally Fraser            | Ann Hearn            | Vándor Éva       |
| Paul Rudolph            | Carmen Argenziano    | Koroknay Géza    |
| Bob Joiner              | Steve Antin          | Lux Ádám         |
| Larry                   | Tom O'Brien          | Mihályi Győző    |
| Paulsen ügyvéd          | Peter Van Norden     | Szersén Gyula    |
| Duncan nyomozó          | Terry David Mulligan | Varga T. József  |
| Danny                   | Woody Brown          | Kassai Károly    |
| Jesse, csapos           | Tom Heaton           | Rajhona Ádám     |
| Matt Haines, vádlott    | Andrew Kavadas       |                  |
| Ben Wainwright ügyvéd   | Scott Paulin         | Gyabronka József |
| Stu Holloway, vádlott   | Tom McBeath          |                  |
| Kurt                    | Kim Kondrashoff      |                  |
| kórházi recepciós       | Veena Sood           | Prókai Annamária |

## Fogadtatás

### Bevételi adatok
A premier hétvégéjén a film első helyen nyitott az amerikai mozikban, 796 filmszínházban összesen 4 316 369 dollár bevétellel. Az Egyesült Államokban 32 078 318 összbevételt ért el.

### Kritikai visszhang
A kritikusok dicsérték a filmet, különösen Foster színészi alakítását. A Rotten Tomatoes 27 kritika alapján 93%-os értékelést adott rá. Roger Ebert filmkritikus négyből három csillagot adott a filmre, kiemelve annak fontos mondanivalóját a verbális szexuális zaklatással kapcsolatban.

### Fontosabb díjak és jelölések
| Díj                              | Kategória                          | Jelölt          | Eredmény | Ref.   |
| -------------------------------- | ---------------------------------- | --------------- | -------- | ------ |
| Oscar-díj                        | legjobb női főszereplő             | Jodie Foster    | Elnyerte | [ 7 ]  |
| Berlini Nemzetközi Filmfesztivál | Arany Medve                        | Jonathan Kaplan | Jelölve  |        |
| BAFTA-díj                        | legjobb női főszereplő             | Jodie Foster    | Jelölve  | [ 8 ]  |
| David di Donatello-díj           | legjobb külföldi színésznő         | Jodie Foster    | Elnyerte |        |
| Golden Globe-díj                 | legjobb női főszereplő (filmdráma) | Jodie Foster    | Elnyerte | [ 11 ] |